# Castianeira valida
Castianeira valida är en spindelart som beskrevs av Eugen von Keyserling 1891. Castianeira valida ingår i släktet Castianeira och familjen flinkspindlar. Inga underarter finns listade i Catalogue of Life.